# Pagamento instantâneo
Pagamento instantâneo (às vezes chamado de pagamento em tempo real ou pagamento mais rápido) é um método de troca de valores em dinheiro e processamento de pagamentos, que permite a transferência quase imediata de valores entre contas bancárias, em vez do mais comum, entre um a três dias úteis.
O Japão foi o primeiro país do mundo a implementar um sistema de pagamento eletrônico, em 1973, chamando ZENGIN.
Em sua maioria, os países passaram a implementar sistemas de pagamento instantâneo a partir das décadas de 2010 e 2020, sendo que muitos sistemas e plataformas de pagamento instantâneo estão atualmente em desenvolvimento em todo o mundo, devido à crescente necessidade de transações mais rápidas e confiáveis.

## Antecedentes
O crescimento do comércio eletrônico provocou mudanças nos padrões de gastos das pessoas. As compras não estão mais confinadas ao horário comercial normal, criando novos desafios para as transferências de fundos. Da mesma forma, os comerciantes exigem sistemas de transferência de dinheiro mais rápidos e confiáveis para acompanhar as demandas dos consumidores.
Os pagamentos eletrônicos tradicionais, como transferências bancárias simples, que realizam a transferência eletrônica de fundos em poucos dias úteis, não atendem às expectativas dos usuários.

## Exemplos
| País           | Sistema |
| -------------- | --- |
| Austrália      | NPP - Nova Plataforma de Pagamentos, disponível a partir de fevereiro de 2018 |
| Brasil         | Pix, lançado em outubro de 2020 e disponível desde novembro de 2020 |
| China          | IBPS - Sistema de pagamentos bancários pela Internet, implementado em 2010 |
| Dinamarca      | MobilePay, desde 2013 |
| Europa         | RT1, disponível a partir de novembro de 2017 e TIPS - TARGET Instant Payments Settlement, disponível a partir de novembro de 2018                                                   |
| Hong Kong      | Faster Payment System (Sistema de Pagamento Mais Rápido) - disponível desde 2018 |
| Índia          | IMPS - Immediate Payment Service (Serviço de Pagamento Imediato), implementado em 2010 e UPI - Unified Payments Interface (Interface Unificada de Pagamentos), implementada em 2016 |
| Japão          | ZENGIN, implementado em 1973 |
| Noruega        | Vipps, desde 2015. |
| Filipinas      | InstaPay |
| Paquistão      | Raas desde 2019 |
| Portugal       | Disponível desde 18 de setembro de 2018, por exemplo, no serviço MB WAY. |
| Polônia        | Blik desde 2015 |
| Rússia         | ru - Sistema de Pagamentos Rápidos, disponível a partir de 2019 |
| Suécia         | Swish, desde 2012, varejo desde 2014 |
| Reino Unido    | Faster Payments Service (FPS), disponível desde 2008, que é operado pela VocaLink                                                                                                   |
| Estados Unidos | Zelle, disponível desde 2016 Venmo, disponível desde 2018 e RTP - Real Time Payments, disponível desde 2017                                                                         |